# Ricardo Rodríguez de la Vega
Ricardo Valentín Rodríguez de la Vega (Mexico City, Meksiko, 14. veljače 1942. – Mexico City, Meksiko, 1. studenog 1962.) je bivši meksički vozač automobilističkih utrka.

## Rezultati u Formuli 1
| Sezona | Momčad           | Šasija      | Motor      | Utrke | Pobjede | Podiji | Bodovi | Plasman |
| ------ | ---------------- | ----------- | ---------- | ----- | ------- | ------ | ------ | ------- |
| 1961.  | Scuderia Ferrari | Ferrari 156 | Ferrari V6 | 1     | 0       | 0      | 0      | —       |
| 1962.  | Scuderia Ferrari | Ferrari 156 | Ferrari V6 | 5 (4) | 0       | 0      | 4      | 13.     |